# Claude Joseph Vernet
Pour les articles homonymes, voir Vernet.
Joseph Vernet, né Claude Joseph Vernet  à Avignon le 14 août 1714, mort à Paris le 3 décembre 1789, est un peintre, dessinateur et graveur français, célèbre pour ses marines.

## Biographie

### Un réseau de sociabilité cosmopolite et efficace

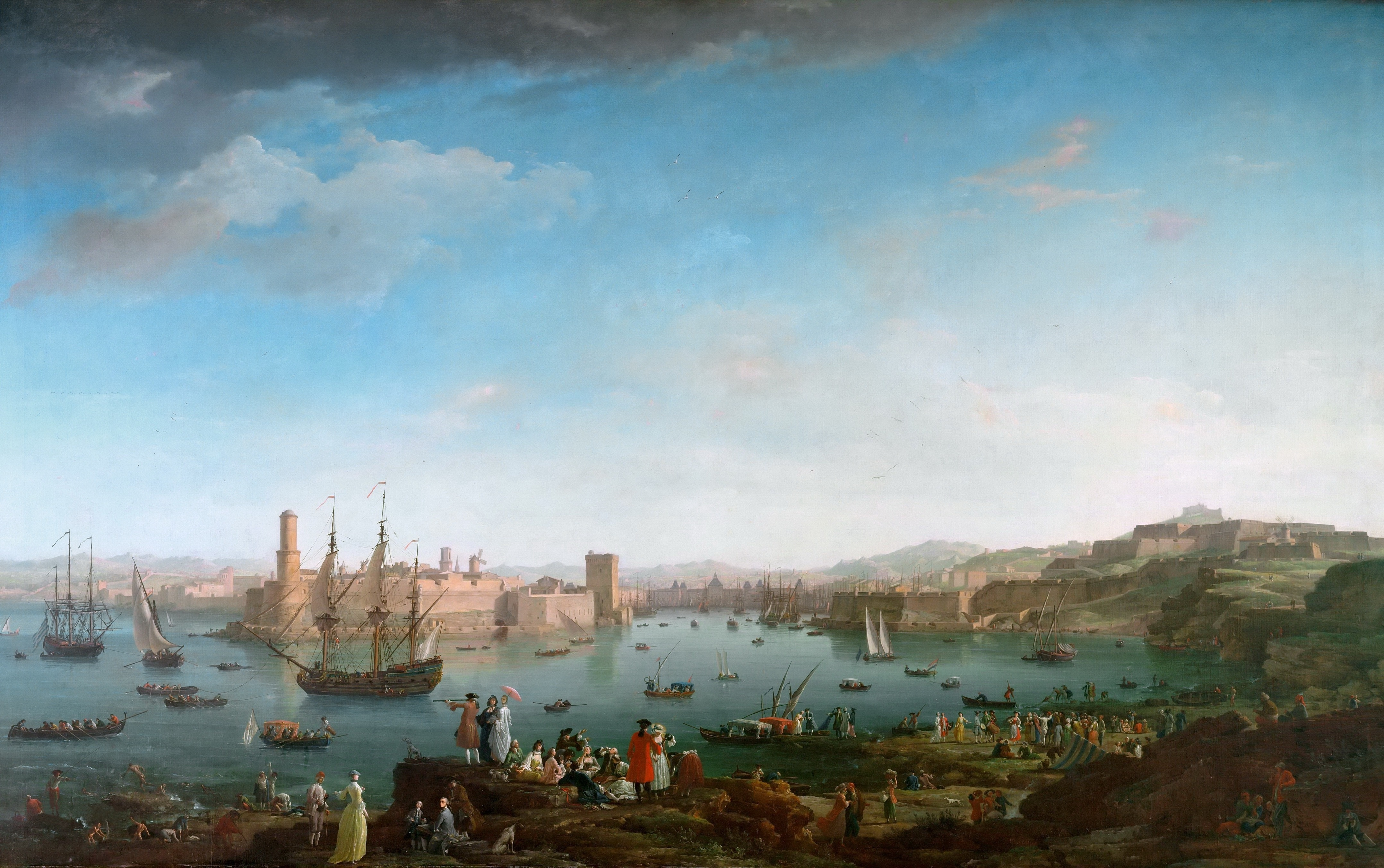
L'Entrée du port de Marseille (1754), Musée du Louvre.

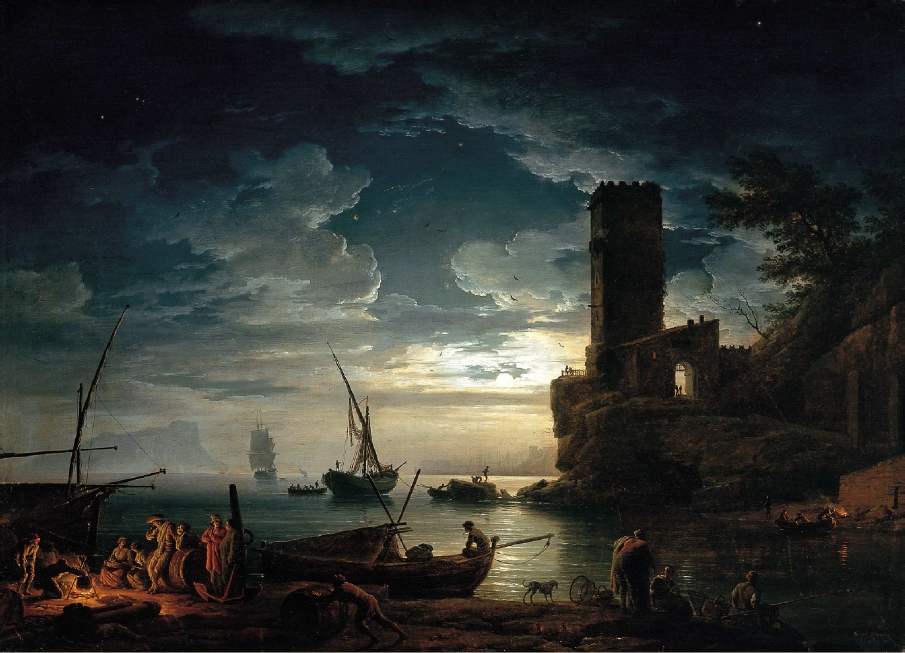
Nuit - Scène de côte méditerranéenne avec des pêcheurs et des bateaux, (1753), musée Thyssen-Bornemisza.

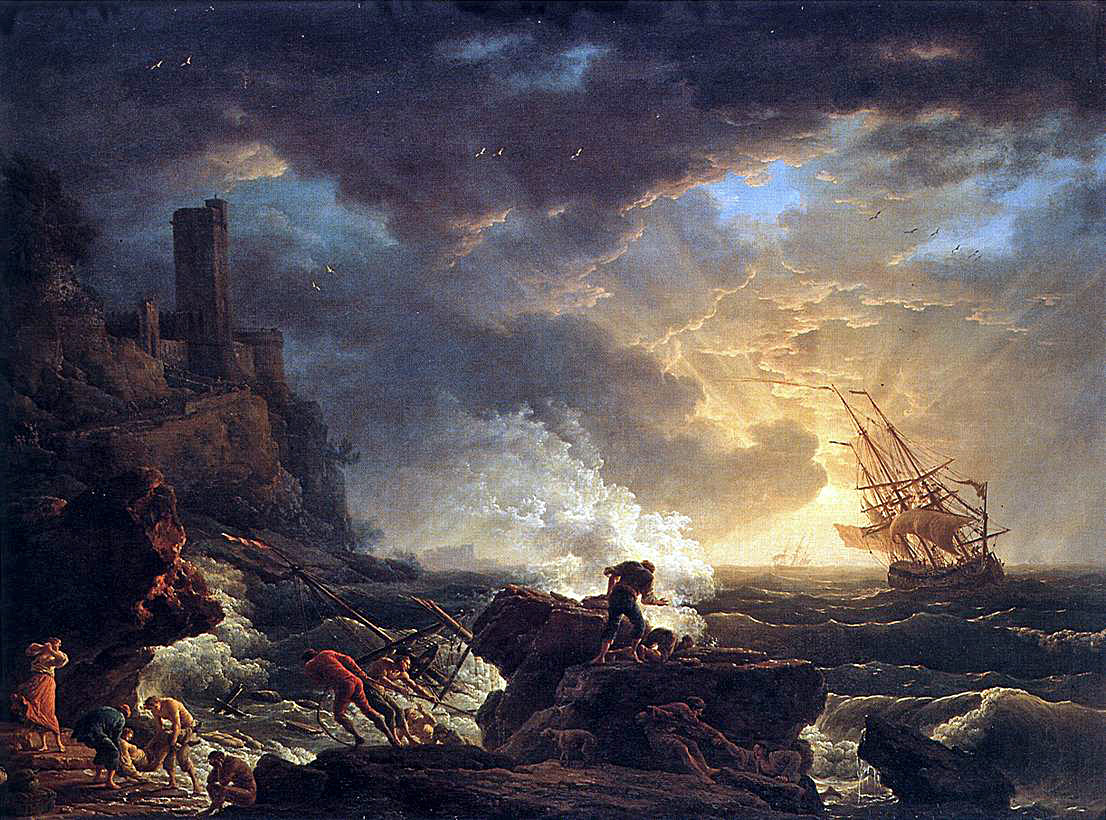
Le Naufrage, (1759), Groeningemuseum, Bruges.

Claude Joseph Vernet est formé dans le Sud Ouest  de la France. Il a pour maîtres Louis René Vialy, Philippe Sauvan puis Adrien Manglard. En 1734, Claude part pour Rome pour y étudier le travail des précédents paysagistes et peintres de la marine comme Le Lorrain, dont on retrouve le style et les sujets dans les tableaux de Vernet. Il se constitue un solide réseau international à l'occasion de ce voyage, et par la suite à Paris via les salons, l'Académie royale et les loges maçonniques.
Les sociabilités cosmopolites que ce réseau suscite lui permettent de déployer ses talents de société pour lancer, délibérément comme le montre son livre de raison, la mode des marines à travers l'Europe, notamment en exploitant habilement le retentissement produit par la plus grande commande royale de peintures du règne de Louis XV : celle, en 1753, de vingt tableaux des ports de France.
Le peintre britannique Gabriel Mathias (1719-1804) fut un client de Joseph Vernet, il acquit de cet artiste plusieurs tableaux, et en acheta pour autrui.
Dès lors, Vernet peut vendre avantageusement ses marines, « au poids de l'or » si l'on en croit Pierre-Jean Mariette. De fait, la liste de ses commanditaires est aussi variée et internationale que prestigieuse ; elle comprend, entre autres figures célèbres, Catherine II de Russie.
Ami de l'auteur Bernardin de Saint-Pierre, il l'aurait dissuadé de détruire son manuscrit de Paul et Virginie après l'échec de sa lecture au salon de Suzanne Curchod.

## LesPorts de France
Louis XV lui commande vingt-quatre tableaux de ports de France pour informer de la vie dans les ports. Seuls quinze tableaux seront réalisés, de 1753 à 1765 (Marseille, Bandol, Toulon, Antibes, Sète, Bordeaux, Bayonne, La Rochelle, Rochefort et Dieppe) ; certains ports sont représentés plusieurs fois. On avait demandé à Vernet de représenter sur chaque tableau, au premier plan, les activités spécifiques à la région. Ces peintures sont donc de véritables témoignages de la vie dans les ports il y a 250 ans, et font de lui l'un des plus grands peintres de la marine. Ils lui vaudront une reconnaissance, de son vivant, par la plupart des nobles les plus attachés à la marine - ainsi, le marquis de Laborde.

### Style

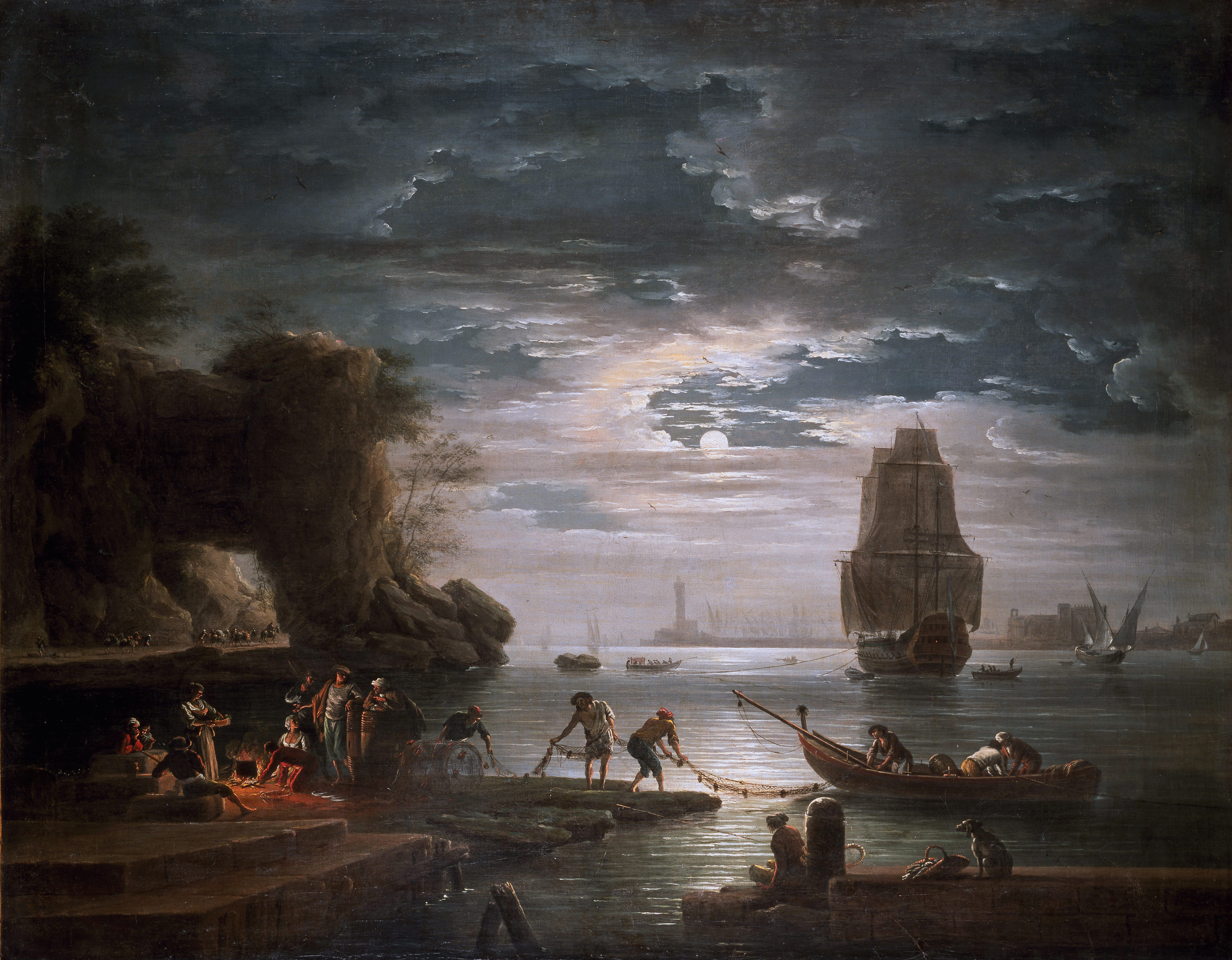
La Nuit, Ashmolean Museum, Oxford.

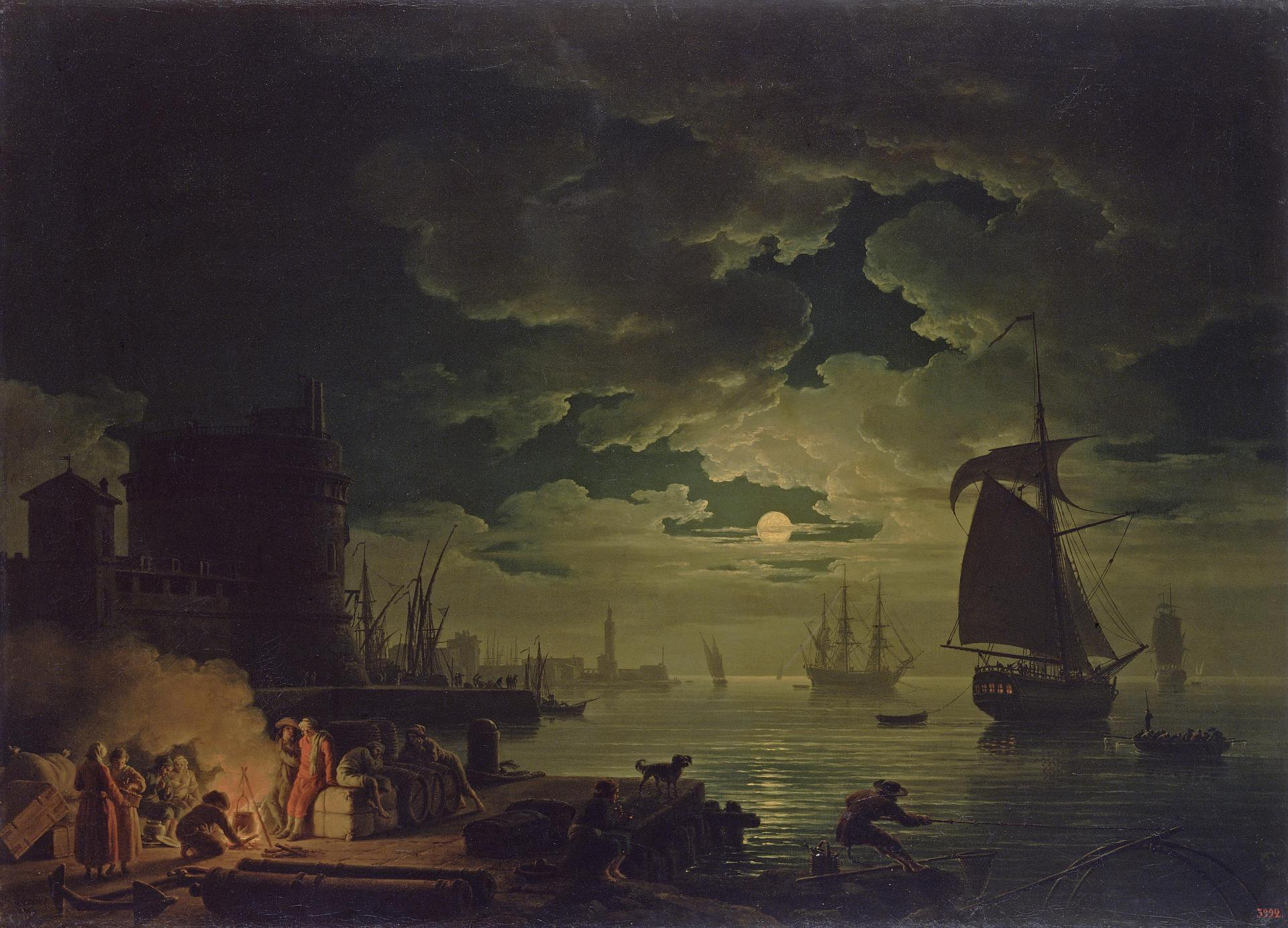
Entrée du port de Palerme au clair de lune (1769), musée de l'Ermitage, Saint-Pétersbourg.

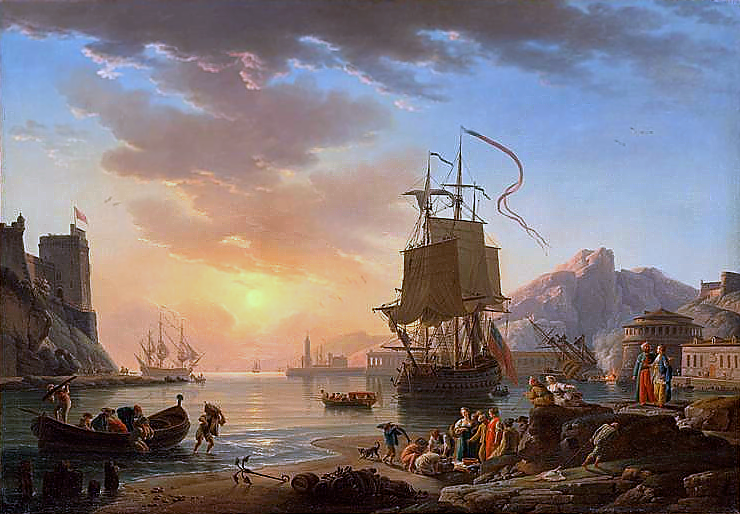
Marine, soleil couchant (1772), musée du Louvre.

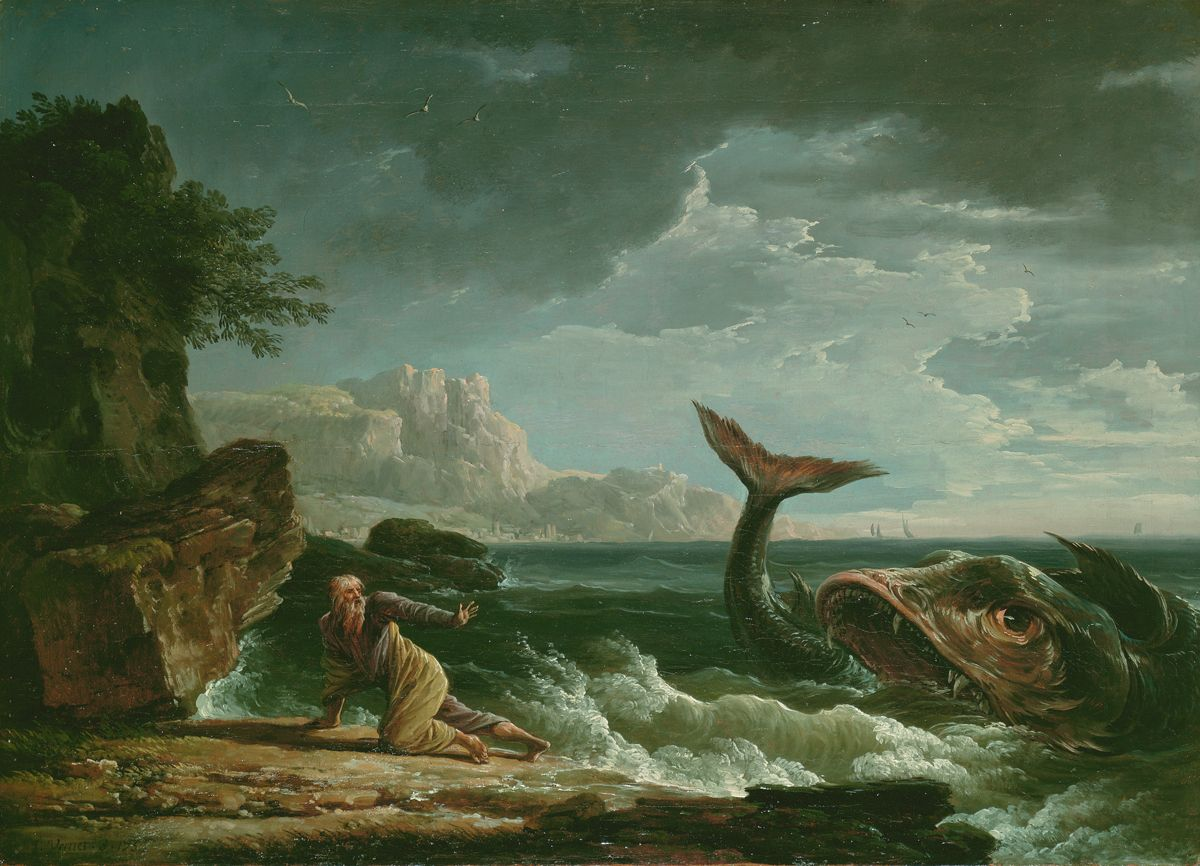
Jonas et la baleine (1753), musée des Beaux-Arts de Lyon.

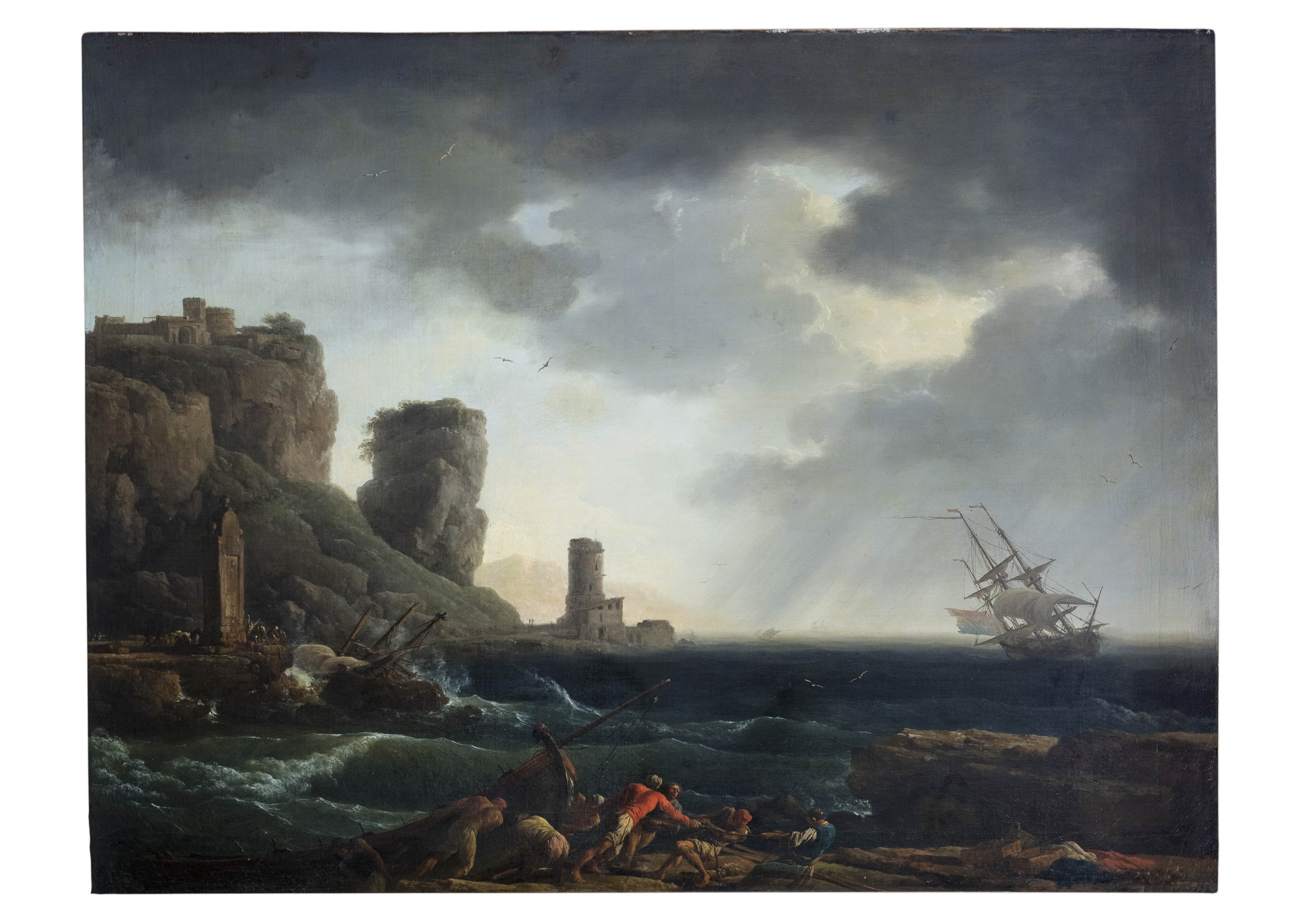
Pêcheurs remontant une barque par gros temps, 1747, coll. particulière, Paris.

Admirateur de Poussin et du Lorrain dont il reprend les effets de marines au soleil couchant déclinées également au clair de lune, Vernet parvint néanmoins à créer, à force de travail, son propre style.
Il représente en général la nature en accordant beaucoup de place au ciel ; il sait aussi animer chaque lieu par des personnages et des scènes de la vie quotidienne.
Son fils Carle Vernet, son petit-fils Horace Vernet et son arrière-petit-fils Émile Vernet-Lecomte furent également peintres.

## Œuvres
Il a peint plusieurs angles des ports de Marseille et de Bordeaux. Il a peint l'entrée du port de Marseille en 1754, et, en 1758, le port de Bordeaux (une huile sur toile de 2,63 m x 1,65 m, montrant le quartier des Salinières).
Autres tableaux :
- Vue de Naples, vers 1748
- Intérieur du port de Marseille, 1754
- Paysage de montagne avec tempête, 1775
- Littoral, 1776
- Le Port de Bordeaux, 1758
- Le Pont et le Château Saint-Ange, 1745

### Collections publiques

#### France
- Albi, La Pêche, huile sur toile Musée Toulouse-Lautrec.
- Amiens, Marine, soleil couchant (1753), huile sur toile, 69 x 99 cm, au Musée de Picardie.
- Angers, Marine, effet d'orage (1750, 1.02*1.36, huile sur toile) au Musée des Beaux Arts[5]
- Avignon, la  fondation Calvet  présente plusieurs de ses œuvres au Musée Calvet.
- Bordeaux, Vue sur le port de Bordeaux (huile sur toile, 2,63 × 1,65 m ; 1758).
- Carcassonne, musée des Beaux-Arts : Paysage à la cascade[6].
- Carpentras, Musée Comtadin-Duplessis : Le Calme, La Tempête, Clair de lune, Incendie nocturne.
- Chartres, musée des Beaux-Arts : Marine, huile sur toile[a].
- Cherbourg-Octeville, Musée Thomas-Henry : Paysage (4e vue d'Italie)[7].
- Clermont-Ferrand, Musée d'Art Roger-Quilliot : Marine, huile sur toile.
- Dijon, Musée des Beaux-Arts : La Roche percée[8], Le Tibre et le Mont-Aventin[9], Les Haleurs[10].
- Dijon, Musée Magnin :
  - Hussard à côté de sa monture, dessin préparatoire
  - Officiers de marine à la coupée, dessin préparatoire
  - Portrait de Louis David en chapeau haut en forme, dessin préparatoire
  - Les Quatre Heures du jour: Le matin, dessin préparatoire
  - Les Quatre Heures du jour: Le midi, dessin préparatoire
  - Les Quatre Heures du jour: Le soir, dessin préparatoire
  - Les Quatre Heures du jour: La nuit, dessin préparatoire
  - Le Tombeau de Napoléon, dessin préparatoire
  - Exercice de  Franconi no 1, dessin préparatoire
  - Exercice de Franconi no 2, dessin préparatoire
- La Fère, Musée Jeanne d'Aboville :
  - Port au soleil couchant, huile sur toile, datée 1731 (?)
  - Paysage avec cascade et couple, huile sur toile
- Gray (Haute-Saône), musée Baron-Martin : 
  - Port de mer au soleil couchant, huile sur carton, 26 x 36 cm ;
  - La Citadelle ou Le Soir, huile sur toile, 53 x 63 cm.
- Le Havre, le Musée André Malraux présente Le Port de La Rochelle.
- Lille, Palais des beaux-arts : Marine par temps calme, effet de soleil couchant[11].
- Lyon, Musée des beaux-arts : Jonas et la baleine (1753)[12].
- Paris, Musée du Louvre, Vue d'Avignon, depuis la rive droite  du Rhône, près de Villeneuve, huile sur toile, 1757, 90 × 182,7 cm[13].
- Paris, le Musée national de la Marine présente, déposés par le Musée du Louvre en 1943, treize tableaux de la série des quinze ports de France peints à la demande du roi Louis XV. Le musée du Louvre expose de cette série L'Entrée du port de Marseille et La Ville et la rade de Toulon.
- Quimper, Musée des Beaux-Arts : Marine, clair de lune (32,5 × 46 cm, 1772) et Le Pêcheur à la ligne (40,5 × 32,3 cm,1788).
- Rouen, Musée des beaux-arts : Marine, dit aussi Les Pêcheurs des monts Pyrénées : soirée[14], La Cascade, dit autrefois Paysage italien[15].
- Toulon, musée d'art : Le Torrent (huile sur toile de 76,5 × 103 cm ; œuvre non datée).
- Toulouse, Musée des Augustins : Marine[16].
- Tours, Musée des beaux-arts : La Bergère des Alpes[17].
- Troyes, Musée des beaux-arts : La Tempête[18], Un naufrage[19].

#### Étranger

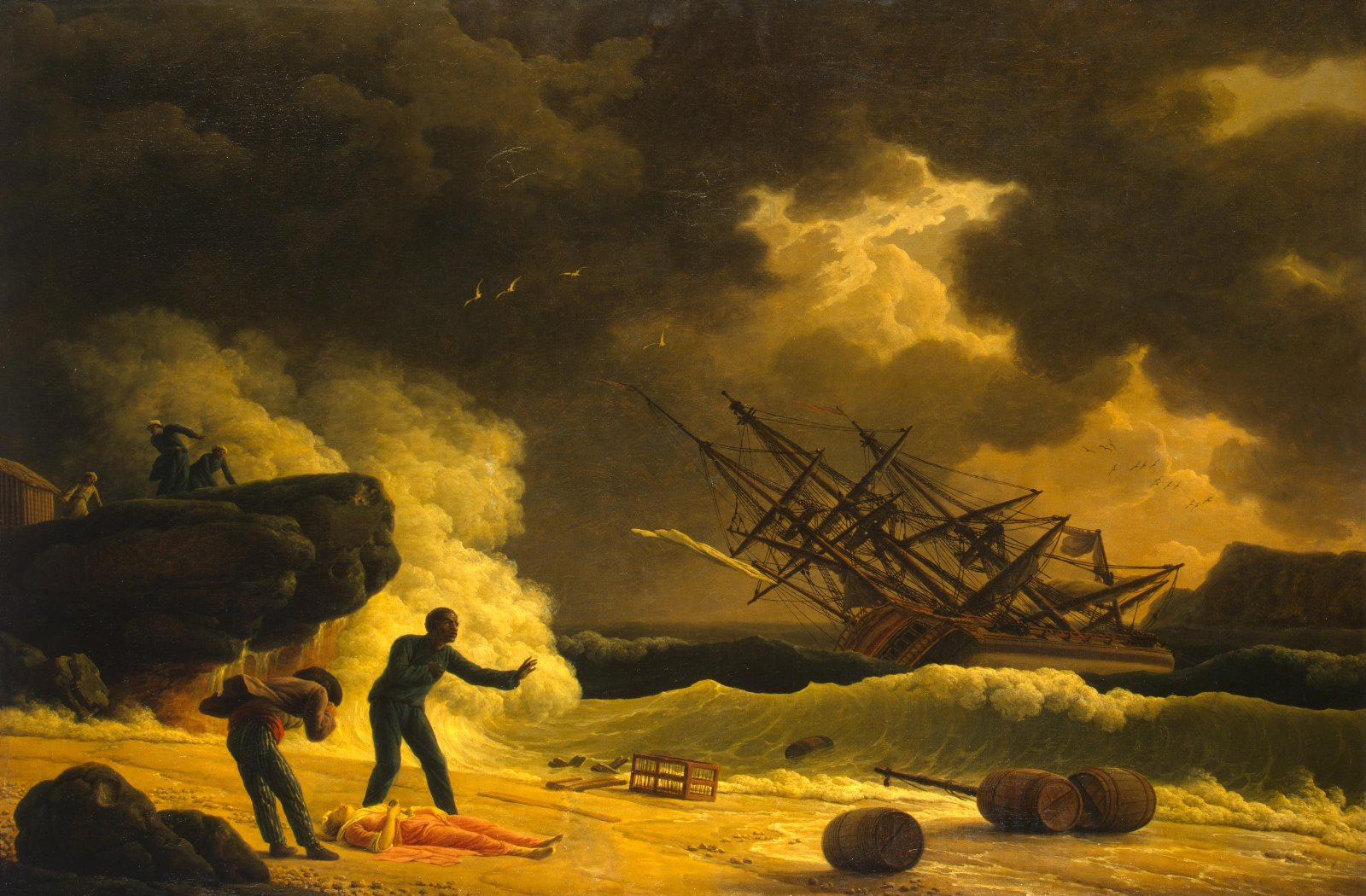
La Mort de Virginie, 1789.

- Bruges, le Groeningemuseum expose Le Naufrage (huile sur toile de 96 × 1,34 m ; peint en 1759).
- Saint-Pétersbourg, le musée de l'Ermitage
  - Entrée du port de Palerme au clair de lune, huile sur toile 99,5 × 138 cm peinte en 1769.
  - La Mort de Virginie, huile sur toile 87 × 130 cm peinte en 1789.
- Varsovie, le musée National expose Matin, huile sur toile peinte en 1774.
- Dallas, le Dallas Museum of Art abrite le Paysage de montagne menacée par une tempête (1775), huile sur toile 164 × 262 cm.
- Philadelphie, le Museum of Art expose six toiles : Villa à Caprarola, Naufrage sur une côte, deux marines (Orage sur une côte et une scène côtière), ainsi qu'une gouache représentant des pêcheurs, attribuée à Vernet[20].
- Munich, Neue Pinakothek expose la Tempête en mer peint en 1772.

## Postérité
Un collège d'Avignon porte son nom au 34 rue Joseph-Vernet.
Dans le 8e arrondissement de Paris, la rue Vernet rend hommage à sa famille.

### La famille Vernet

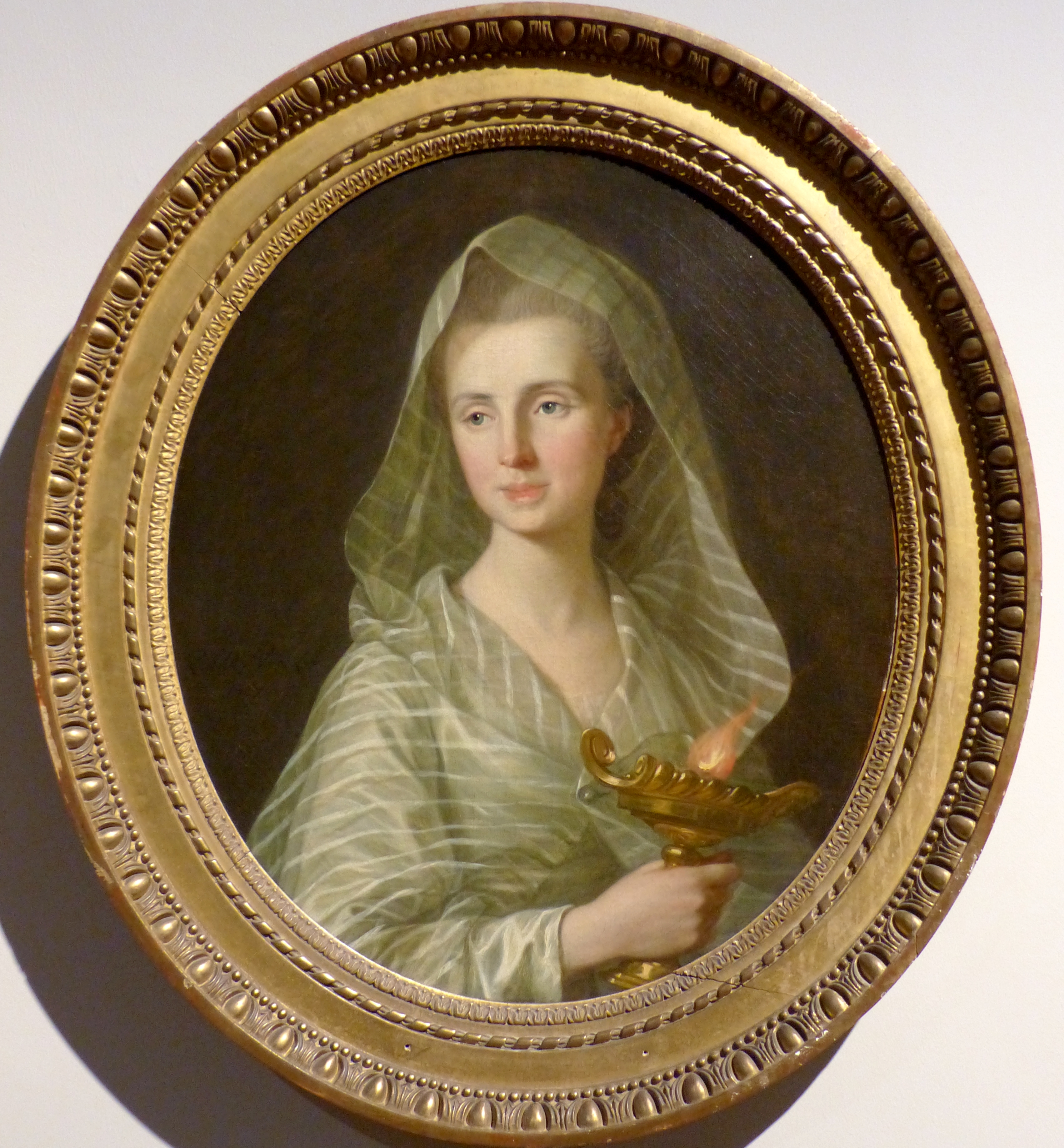
Virginia par van Loo

En 1745 il épouse l'anglaise Virginia Parker (1728-1810) avec qui il aura quatre enfants :
- Livio (1747-1812), receveur des tabacs[21]
- Orazio (1750), mort en bas âge[22]
- Carle (1758-1836), peintre
- Émilie (1760-1793), épouse de l'architecte Jean-François Chalgrin

Plusieurs membres de la famille Vernet ont été des peintres célèbres.
- Antoine Vernet (1687-1753), peintre décorateur, marié à Marie Thérèse Granier, dont
  - Joseph Vernet, peintre (1714-1789), marié à Virginie Parker
    - Carle Vernet (1758-1836), peintre, marié à Françoise Moreau
      - Camille Françoise Joséphine Vernet (1788-1858), mariée à Hippolyte Lecomte (1781-1857), peintre
        - Émile Vernet-Lecomte (1821-1900), peintre

      - Horace Vernet (1789-1863), peintre, marié à Louise Pujol
        - Louise (1814-1845), mariée au peintre Paul Delaroche (1797-1856), deux enfants

    - Émilie Vernet (1760-1793), épouse de l'architecte Jean-François Chalgrin

  - Jean-Antoine Vernet (1716-1775), peintre
  - François Gabriel Vernet (1728-?), peintre religieux
  - Antoine François Vernet (1730-1779), peintre des bâtiments du Roi